# The Night the Lights Went Out in Georgia
The Night the Lights Went Out in Georgia è una canzone scritta dal cantautore Bobby Russell ed eseguita nel 1972 da colei che sarebbe diventata sua moglie, Vicki Lawrence.
Successivamente è stata eseguita da Reba McEntire, nel 1992.

## Trama della canzone
La storia è raccontata da una giovane donna che racconta la storia di suo fratello maggiore (Raymond), al ritorno da una vacanza di due settimane, il quale incontra il suo migliore amico (Andy Wolloe) al bar di Webb. L'amico lo informa che sua moglie lo tradisce con un certo Amos Seth e gli rivela che è stata a letto anche con Andy stesso. Raymond è comprensibilmente sconvolto, cosa che spaventa molto Andy; quindi lascia il bar e torna a casa. Trovando la sua casa vuota, Raymond capisce che la moglie ha lasciato la città, per cui prende la sua pistola ("l'unica cosa che il padre gli aveva lasciato") e va in cerca di Andy per ucciderlo. Arrivato a casa di Andy, scopre che è già stato ucciso da qualcuno. Uno sceriffo di passaggio lo vede con la pistola a fianco al corpo e lo arresta per omicidio. Lo sceriffo ed il giudice decidono di condannarlo all'impiccagione per quella notte a mezzanotte, effettivamente linciandolo.

## Cover
- Una cover è stata incisa da Tanya Tucker per l'omonimo film del 1981.
- Un'altra versione è stata registrata dall'artista Daniel Selby nel 1985.
- La canzone ha goduto di una rinnovata spinta di popolarità nel 1992, quando la cantante di musica country Reba McEntire pubblicò la propria versione della canzone.
- Vic Chesnutt ha registrato una sua versione del brano nel 1994.
- Successivamente, nel 2002, la cantante pop Taylor Horn ha inserito una cover della canzone nel suo album.
- Un'altra versione ancora è stata composta da Pete Schofield & The Canadians e pubblicata nel loro LP del 1974 intitolato "Do Something Nice Today". Questa versione strumentale, in particolare, è stata poi usata dal produttore Jake One come campionamento principale per la theme song del wrestler John Cena ("The Time Is Now").

## Citazioni
- Nella scena iniziale del film del 1992 di Quentin Tarantino, Le iene, la canzone viene citata da Eddie il Bello, che dice di averla sentita sulla stazione radio fittizia Super sound degli anni settanta.

## Classifiche

### Versione di Vicki Lawrence
| Classifica (1973)                            | Posizione |
| -------------------------------------------- | --------- |
| U.S. Billboard Hot 100                       | 1         |
| U.S. Billboard Hot Adult Contemporary Tracks | 6         |
| U.S. Billboard Hot Country Singles & Tracks  | 36        |
| Canadian RPM Top Singles                     | 1         |
| Canadian RPM Adult Contemporary              | 2         |
| Canadian RPM Country Tracks                  | 25        |

### Versione di Reba McEntire
| Classifica (1992)                           | Posizione |
| ------------------------------------------- | --------- |
| U.S. Billboard Hot Country Singles & Tracks | 12        |
| Canadian RPM Country Tracks                 | 7         |